# Ếch nâu Ryūkyū
Ếch nâu Ryūkyū hoặc ếch Okinawa là một loài thuộc (họ Ếch nhái. Nó là loài đặc hữu của quần đảo Ryūkyū Nhật Bản.
Môi trường sống tự nhiên của chúng là các khu rừng ẩm ướt đất thấp nhiệt đới hoặc cận nhiệt đới, rừng mây ẩm nhiệt đới và cận nhiệt đới, sông, và đầm nước ngọt. Loài này đang bị đe dọa do mất môi trường sống.